# Mount Saint Elias
Der Mount Saint Elias ist der dritthöchste Berg in Kanada und den Vereinigten Staaten sowie der vierthöchste Berg Nordamerikas.

## Geografie/Geschichte
Der zu der Eliaskette (auch Saint Elias Mountains) gehörende Berg liegt auf der US-amerikanischen Seite in Alaska im Wrangell-St.-Elias-Nationalpark und auf der kanadischen Seite im Kluane-Nationalpark. In den USA wird er auf Grund seiner Höhe von 18.009 Fuß als Fourteener klassifiziert. Es wird angenommen, dass der Berg seinen Namen vom Kap Saint Elias auf Kayak Island hat.
Der Berg heißt in der Sprache Tlingit Yaas'éit'aa Shaa, was Berg hinter eisiger Bucht bedeutet. Manchmal wird er auch Shaa Tléin großer Berg genannt.
Der Mount Saint Elias ist nicht, wie oft behauptet, der „relativ höchste Berg der Welt“. Seine 5489 m zum Meer werden u. a. in der Nordflanke des Rakaposhi mit 5980 m übertroffen oder auch vom Pico Cristóbal Colón in der Sierra St. Marta in Kolumbien. Letzterer besitzt eine Schartenhöhe von 5584 Meter und ist kaum 35 Kilometer Luftlinie von der Küstenlinie entfernt.
Der Eliasberg (nach damaliger Vermessung 5575 m hoch) wurde am 31. Juli 1897 durch Luigi Amadeo von Savoyen (1873–1933), Herzog der Abruzzen, und zwanzig Begleitern das erste Mal bestiegen.
Die zweite Besteigung folgte erst 1946 durch eine Expedition des Harvard Mountaineering Club, dabei gelangten Andrew Kauffman, Betty Kauffman, Dee Molenaar, Cornelius Molenaar, Maynard Miller, William Latady und Benjamin Ferris auf den Gipfel. Um die 5489 Höhenmeter vom Meeresspiegel bis zum Gipfel zu bewältigen, wurden elf Lager eingerichtet.

## Dokumentarfilm
Der aus dem Jahr 2009 stammende Dokumentarfilm Mount St. Elias des österreichischen Regisseurs Gerald Salmina zeigt eine Expedition, bei welcher der gesamte Berg mit Skiern abgefahren wurde.